# Eveline Gottzein
Eveline Gottzein (* 30. September 1931 in Leipzig; † 24. Dezember 2023 in Höhenkirchen) war eine deutsche Ingenieurin und Honorarprofessorin für Luft- und Raumfahrttechnik an der Universität Stuttgart.

## Leben und Wirken
Nach dem Abitur (1949) ließ sich Gottzein zur Elektrotechnikerin ausbilden, um anschließend Elektrotechnik, später Mathematik und Physik an der Technischen Hochschule Dresden (1952–1957) und Mathematik und Regelungstechnik an der Technischen Universität Darmstadt zu studieren (1957–1962).
Schon während ihres Studiums arbeitete sie bei der Firma Electronics Associates Inc. in Brüssel und ab 1959 bei der Bölkow KG. 1983 wurde Gottzein an der Technischen Universität München zum Dr.-Ing. promoviert. Seit 1993 beriet sie die Deutsche Aerospace AG. Sie war 1989 bis 1996 Lehrbeauftragte an der Universität Stuttgart für das Fach „Regelungsprobleme in der Raumfahrt“. Ab 1996 war sie ebendort Honorarprofessorin.
Gottzein galt als Expertin auf dem Gebiet der Regelungstechnik, besonders der Lage- und Bahnregelung von Satelliten und der Regelung von Trag- und Führungssystemen bei Hochgeschwindigkeits-Magnetschwebebahnen. Sie war die erste Frau, die mit dem Werner-von-Siemens-Ring ausgezeichnet wurde.

## Publikationen
- Das „Magnetische Rad“ als autonome Funktionseinheit modularer Trag- und Führsysteme für Magnetbahnen. Dissertation, München 1983. Buchausgabe: VDI-Verlag, Düsseldorf 1984, ISBN 3-18-146808-8

## Auszeichnungen und Ehrungen
- 1993: Werner-von-Siemens-Ring[2]
- 1996: Bayerischer Verdienstorden
- 1998: Bayerischer Maximiliansorden für Wissenschaft und Kunst
- 2000: Verdienstorden der Bundesrepublik Deutschland (Großes Verdienstkreuz)
- 2007: AIAA Fellow
- 2008: IFAC Fellow
- 2011: Distinguished Affiliated Professor der Technischen Universität München